# Minamoto no Muneyuki
Minamoto no Muneyuki, död 983, var en waka-poet under Heian-perioden. Han utsågs till en av Sanjūrokkasen (三十六歌仙, De trettiosex Odödliga Poeterna) av Fujiwara no Kintō, där urvalet gjordes bland poeter under Nara-, Asuka- och Heian-perioderna.
En av Muneyukis dikter finns med i den klassiska japanska antologin Ogura Hyakunin Isshu (小倉百人一首, ungefär etthundra människor, en dikt var), med etthundra wakadikter av etthundra poeter.  Hans diktsamling Muneyukishū (宗于集) finns också bevarad.

## Ett exempel
Ett exempel på Muneyukis poesi: 
Yuzukuyo
Ogura no yama ni
Naku shika no
Koe no uchi ni ya
Aki wa kururan
Wakan finns i engelsk översättning, men har inte översatts till svenska:
| ” | Now from Ogura, Mountain of the dusky moon, Come cries of deer; Will autumn vanish in the dark While yet their voices echo in the hills? | „ |